# 홍콩의 역사
홍콩의 역사(香港의 歷史)는 구석기 시대까지 그 기원이 올라간다. 

## 중국 왕조 시기
홍콩 일대 지역은 진시황제 시절에 첫 번째로 병합되었으며, 당나라와 송나라 당시 무역항과 해군 기지로써 활용되었다. 이 지역의 첫 번째 서구인은 1513년에 상륙한 포르투갈인인 조르제 알바레스이다. 영국과의 접점은 동인도 회사가 광둥성 근처 도시에 무역항을 건설한 이후에 이루어졌다.

## 19세기
1839년에 청(淸)왕조의 승인으로 이루어진 아편 수입 금지안은 중국과 영국과의 제1차 아편 전쟁을 낳았다. 홍콩 섬은 1841년 영국군에 의해 점령되었고, 난징조약으로 중국으로부터 정식으로 양도되었다. 이듬해에 영국은 빅토리아 시티의 건립과 함께 총독부를 신설하였다. 1860년 중국의 제2차 아편 전쟁의 패배 이후에 바운더리 스트리트의 남쪽 구룡반도와 스톤커터스 아일랜드가 베이징 조약아래 영속적으로 영국에 귀속되었다. 1898년에 영국은 홍콩과 인접한 북부 섬과 신 행정구역으로 알려진 신계지를 99년간 조차받았다.

## 20세기 초반
19세기의 홍콩은 영국의 주요 무역항이었다. 홍콩은 영국의 물산 집산지로써 활용되는 자유무역항으로 선언되었고 구룡반도-광동간 철도가 개통되었으며 또한 영국식 교육 시스템이 도입되었다. 1870년대-1880년대 이후 홍콩은 아시아의 영국령 중에서 가장 빅토리아 문화가 개화된 지역이 되었다.
1941년 12월 8일 일본군은 홍콩을 침략했다. 일본 제국 군대는 1941년 영국 총독부의 항복과 함께  퀸스 로드(Queen's Road)를 따라 진군했다. 홍콩 전투는 영국과 캐나다군이 그해 12월 25일 일본에 식민지 지배권을 건네주면서 종료되었다. 홍콩이 일본 제국에게 지배받는동안 시민들은 강제적인 배급에 의한 식량 부족에 시달렸고 전쟁 국채 발행을 위한 통화 환율 정책의 강제로 엄청난 인플레이션을 겪었다. 전쟁 전 홍콩의 인구는 160만이었으나, 영국이 식민지 지배권을 회복한 1945년 8월에는 거의 60만으로  줄었다.

## 중화인민공화국 설립 후
홍콩의 인구는 중국 국공내전을 피해 도망친 본토 이민자들의 물결로 인해 빠르게 회복되었다. 1949년 중화인민공화국(中華人民共和國) 건국으로 더 많은 이민자들이 중국 공산당의 박해의 공포를 피해 홍콩으로 도망쳐 왔다. 상하이와 광저우의 많은 회사들도 중국이 공산화되자, 역시 홍콩으로 그들의 본사를 이전하였다. 중국은 외부세계의 영향에서 벗어나 스스로를 고립시켰기 때문에 홍콩은 서방세계와 중국 본토를 연결해 주는 유일한 장소가 되었다. 하지만, 중국 본토와의 무역은 한국 전쟁 당시 유엔이 공산국가와의 무역을 통제하면서 중단되었다.
섬유와 제조 산업은 인구증가와 값싼 노동력의 도움으로 성장했다. 홍콩의 경제는 홍콩의 빠른 공업화와 국제시장으로의 수출덕분에 급격히 성장했다. 삶의 질 또한 공업화와 함께 지속적으로 개선되어 갔다. 하지만 홍콩은 67폭동으로 인해 혼란에 빠졌다. 본토의 문화대혁명에 자극받은 좌파 공산주의 지지자들이 식민지 정권에 대해 폭력 시위와 함께 노동 쟁의를 일으킨 것이다.

## 1970년대~1980년대
1978년 중국이 경제개혁안을 시작했을 때, 홍콩은 중국 본토로의 외국인 투자의 주요 공급원이 되었다. 이듬해 특별경제 구역이 홍콩의 중국 본토 북쪽 국경의 도시인 선전에 건립되었고 재정과 금융 분야에서 계속해서 영향력이 커지면서 홍콩의 산업은 제조업과 섬유에서 점진적으로 서비스 업종으로 대체되었다.
20년 간의 신 행정구역 임대의 종료와 함께 영국과 중국은 홍콩 주권 문제에 대해 논의하였다. 1984년에 양국은 1997년에 홍콩의 주권을 영국에서 중국으로 이전하는 것에 동의하는 조약에 서명하였다. 이 조약은 홍콩이 50년동안 법과 자치권을 유지하는 특별 행정 구역으로 수행될 것이라고 명시되어 있다. 이 조약의 실효성에 대한 의심 때문에 몇몇 거주자들은 1989년 천안문 사태 이후 홍콩을 떠나갔다.

## 홍콩 반환 후
반환 후 헌법의 역할을 하는 홍콩 기본법(The Basic Law of Hong Kong)은 1990년에 제정되었다. 베이징의 심한 반대에도 불구하고 크리스 패튼 총독은 홍콩의회를 위해 자유민주주의 개정안을 투표방식에 적용하였다. 홍콩 주권 반환은 1997년 7월 1일 자정을 기점으로 치러졌고 둥젠화(중국어 간체자: 董建华, 정체자: 董建華)는 첫 번째 홍콩의 행정장관으로 취임하였다.
홍콩의 경제는 1997년에 다른 많은 아시아 국가를 덮친 아시아 외환위기에 영향을 받았다.  H5N1 (조류독감) 역시 그해 홍콩을 뒤덮었다. 공항 중심 프로그램(Airport Core Program) 은 6년간의 공사 이후에 1998년 홍콩 국제 공항의 개항을 이끌었다. 이 프로젝트는 야심찬 1980년대에 기안된 항만, 공항 발전계획의 일환이었다.
사스(SARS : severe acute respiratory syndrome)가 2003년도 초반에 홍콩에 나타났다.
그해 50만명의 사람들이 행정부와, 권리와 자유를 침해한다는 우려를 가중시키는 기본법 23조항에 적용에 반대하는 목소리에 합류하였다. 이 제안은 후에 행정부에 의해 취소되었다. 2005년도에 둥젠화는 행정장관 지위를 사임했다. 그리고 수석 비서관인 도널드 창이 그 임기를 마치는 새로운 행정장관으로 선출되었다.

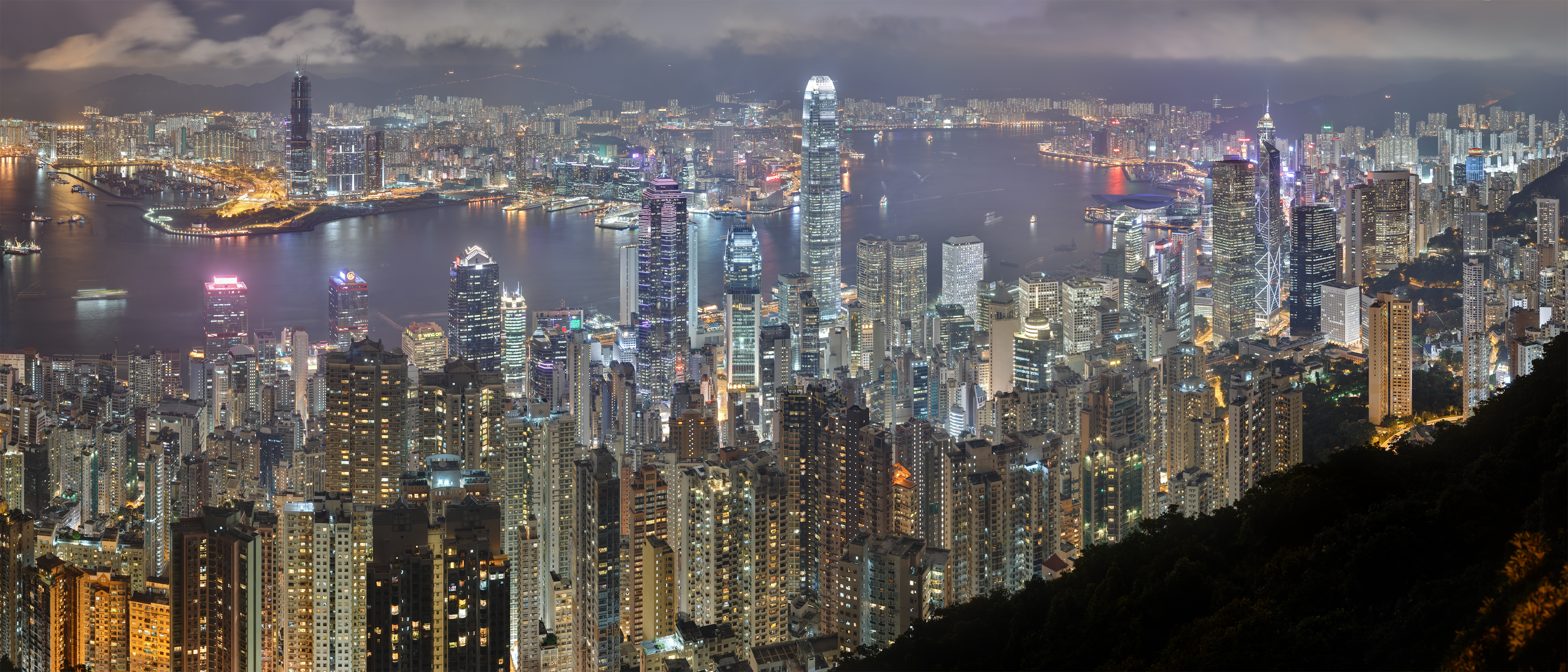
빅토리아 피크에서 촬영한 홍콩 야경

## 같이 보기
- 홍콩의 총독
- 마카오의 역사